# Гергана (опера)
Вижте пояснителната страница за други значения на Гергана.
Гергана е опера на българския композитор Георги Атанасов, завършена през 1917 г.
Маестро Атанасов работи по операта усилено през цялата 1916 година и я завършва на 19 февруари 1917 г. Операта е създадена с намерението за народностно произведение, като темите са дълго и внимателно подбирани, а значителна част от фолклорните мелодии в тях са записани лично от композитора в Родопския край. За сюжет на операта е избрана поемата „Изворът на белоногата“ от Петко Р. Славейков.
Композиторът обаче няма успех в избора на либретист: Любомир Бобевски, който е популярен за времето си поет. Преработката на поемата в оперно либрето е несполучлива, прибягвайки до несъществуващи в оригинала суеверия, способстващи развръзката. Въпреки че Атанасов отстранява някои от недостатъците на либретото, част от тях остават. Успехът на „Гергана“ обаче се дължи на голямата популярност на сюжета в оригиналната творба.
Операта е включена веднага в репертоара на Оперната дружба и за първи път е поставена на сцена на 24 октомври същата година, под диригентството на самия Георги Атанасов. Режисьор на постановката е известният драматичен артист Кръстьо Сарафов.